# Jacksons (warenhuis)
Jacksons was een Engelse warenhuisketen. Het werd in september 1875 opgericht door Edward Jackson. Het vlaggenschipfiliaal bevond zich in het centrum van Reading, Berkshire, op een prominente locatie, Jacksons Corner, aan Kings Road, net ten zuiden van Market Place. Diep onder het gebouw loopt een duiker van de Holy Brook-waterweg. Jacksons breidde zich uit en opereerde op zijn hoogtepunt vanuit zeven locaties. Het sloot zijn resterende originele winkel in Reading in december 2013. Gedurende zijn hele geschiedenis was het bedrijf eigendom van de oprichtersfamilie.

## Geschiedenis

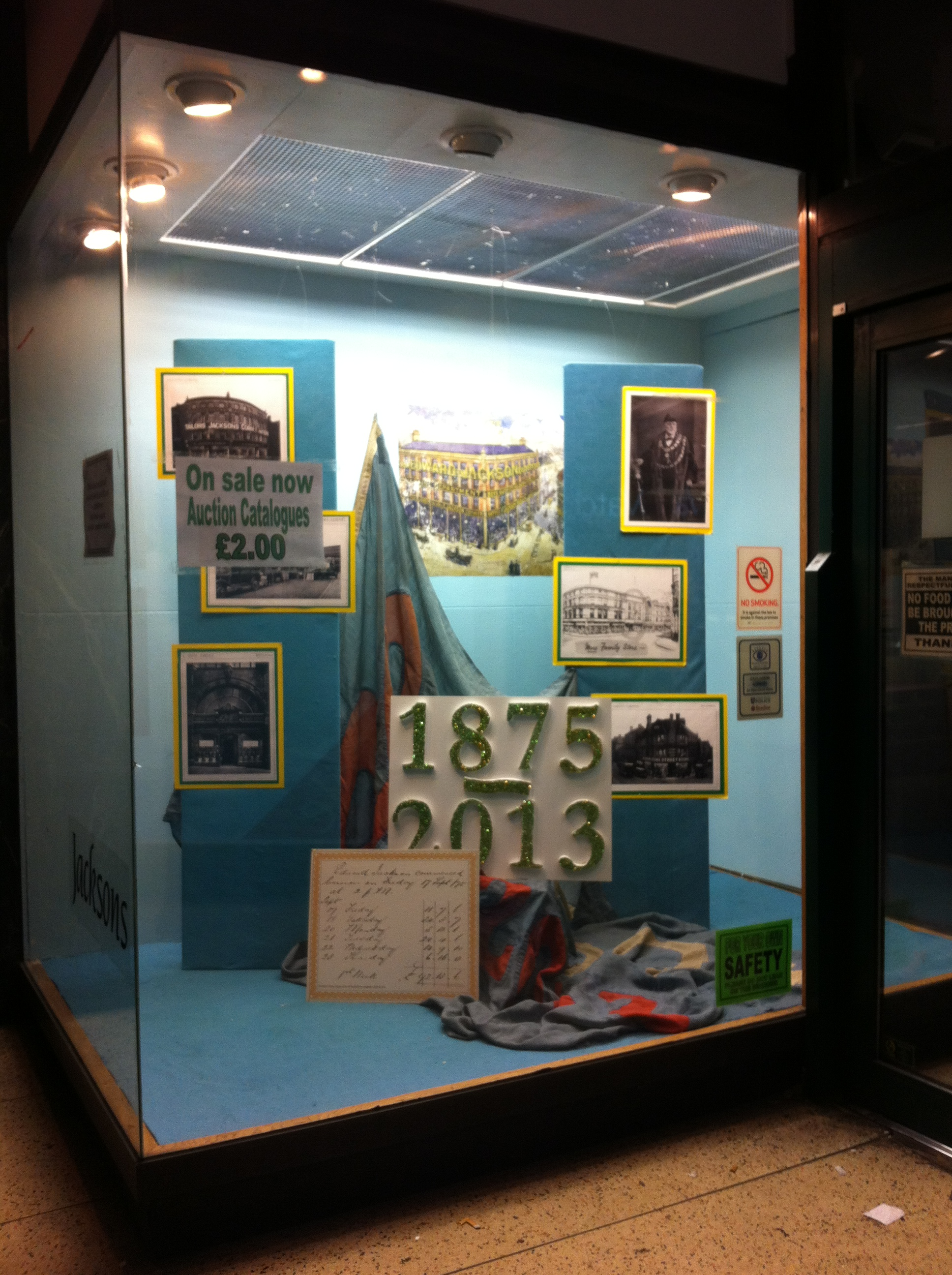
Jacksons in Reading, de laatste etalage ter herdenking van 1875-2013

Op 17 september 1875 richtte Edward Jackson een herenmodezaak op in Kings Road, Reading. Het bedrijf werd op 23 december 1919 opgericht als E. Jackson & Sons Ltd. De zaak breidde zich uit tot een warenhuis dat de hele hoek van Kings Road en High Street, net ten zuiden van Market Place, in beslag nam. Er werden dameskleding, lingerie, schoenen, breibenodigdheden, knutselspullen en textiel verkocht. Ook werd het een van de belangrijkste leveranciers van schoolkleding voor Reading.
Het bedrijf breidde later uit en opende winkels in Caversham, Goring-on-Thames, Bracknell, Camberley, Henley en Oxford. Deze waren echter in 1994 allemaal gesloten. Hierdoor bleef alleen de oorspronkelijke winkel in Reading open, die toen de merknaam Jacksons of Reading droeg.
De achterkleinzoon van de oprichter, Brian Carter, begon in de jaren 1960 bij het bedrijf te werken en klom op tot Managing Director, een functie die hij behield tot de sluiting van het bedrijf op 24 december 2013.

## Locaties
De warenhuisketen had filialen in:
- Bracknell (gesloten)
- Camberley (gesloten)
- Caversham (gesloten in 1994)
- Goring-on-Thames (gesloten)
- Henley-on-Thames (gesloten)
- Oxford (gesloten)
- Reading (gesloten in 2013)

Er waren ook nog andere vestigingen in Reading op Duke Street Corner (Jacksons Hardware Department, gesloten in 1928), London Road 215 (gesloten), High Street 8 (laarzen- en schoenenafdeling, gesloten) en Oxford Road 21-23 (gesloten). Rond 1901 stonden beide Jacksons-winkels aan Kings Road en Duke Street bekend als "Jacksons Corners".

## Jacksons in Reading
Het belangrijkste filiaal van Jacksons was gevestigd in Reading, Berkshire.

### Buizenpost
De winkel maakte gebruik van een netwerk van buizenpost, gemaakt door Lamson Engineering, waarmee geld en documenten door het gebouw werden vervoerd. Het werd in de jaren 1940 geïnstalleerd en was het laatste systeem van die aard dat nog ergens functioneerde. Het geld van de klant en een ticket, waarop de gekochte artikelen vermeld staan, werden door de verkoper in een capsule gedaan. De capsule werd via het pneumatische netwerk naar de kassa gebracht. De bon en het wisselgeld werden in een andere capsule aan de klant teruggegeven. Volgens Carter hielp het systeem, door de inning van contant geld te centraliseren, diefstallen te voorkomen in de verschillende kleine afdelingen van de winkel, die anders elk een kassa nodig zouden hebben gehad. Bij de afsluitende veiling werd het systeem verkocht voor £900 (exclusief btw en commissie) door de man die het de afgelopen twintig jaar had onderhouden. 
Een deel van het systeem is nu in handen van Thomas Macey, archivaris van de winkel. Hij is nu eigenaar van twee geldautomaten en een deel van de kassa. Dit wordt hersteld zodat het weer werkt.

### Belettering
Naast het gebouw zelf werd ook het bord "Jacksons Corner" aan de buitenkant van het gebouw een lokale bezienswaardigheid. Toen de sluiting werd aangekondigd, bestond er bezorgdheid over de vraag of de belettering behouden zou blijven. 

### Sluiting
In oktober 2012 werd het personeel geïnformeerd dat de winkel het jaar daarop zou sluiten. Brian Carter noemde de onderhoudskosten van het gebouw en het nabijgelegen Oracle-winkelcentrum als de belangrijkste redenen voor de sluiting. Op 24 december 2013 werd de vestiging na 138 jaar gesloten. Daarbij gingen 60 banen verloren. Het overgrote deel van de winkelinrichting werd op 4 januari 2014 verkocht tijdens een zeer drukbezochte veiling in de winkel zelf. De veiling bracht £75.000 op. 
Het bedrijfsarchief, dat bestaat uit ruim 200 items, waaronder oude kassabonnen, catalogi, foto's en advertenties, wordt beheerd door Thomas Macey. Veel van de items dateren uit 1875, waaronder het kasboek van Edward Jackson, waarin de inkomsten van de eerste dag zijn vastgelegd, en een ontvangstbewijs (gedateerd 1877) van de eerste winkel op High Street 6 in Reading.
De afdeling schooluniformen, die een belangrijk onderdeel van het bedrijf was geworden, werd voortgezet door Stevensons op, Market Place 11-12 in Reading. Stevensons is een onafhankelijk familiebedrijf dat schooluniformen en sportkleding produceert, dat ook al lang bestaat (ca. 1925) en de levering van uniformen heeft overgenomen voor 28 scholen in de omliggende steden. 

### Locatie
In 2016 werd de bouwvergunning voor 33 appartementen op de bovenste verdiepingen van de voormalige winkel goedgekeurd en de eerste appartementen werden in 2021 opgeleverd. Op de begane grond werd een Thais café en restaurant worden geopend. 

## Trivia
- Jacksons archivaris, Thomas Macey, publiceerde in 2009 een boek over de geschiedenis van de winkel, Jacksons: E. Jackson & Sons Ltd.
- Kort voordat de winkel sloot, organiseerde het South Street Arts Centre een toneelstuk ter ere van de winkel. Het toneelstuk was geschreven door Benedict Sandiford en geregisseerd door Cassie Friend. Er vonden optredens plaats in november en december 2013, voornamelijk in de winkel van Jacksons zelf. Een deel van de voorstelling is geüpload op YouTube.
- In de weken voordat de bioscoop sloot, filmde Lea Winchcombe materiaal voor een serie korte documentaires over Jacksons.
- Jacksons is kort te zien in de PBS-documentaire "Secrets of Selfridges". In dit korte interview komen een aantal van de strenge richtlijnen voor personeelsleden in het begin van de 20e eeuw aan bod. Ook werd er een blik geworpen op de tot nu toe onzichtbare bovenverdieping, waar zich de voormalige personeelsverblijven bevonden.
- Het Reading Museum organiseerde van november 2013 tot en met april 2014 een 'Jacksons Closing Down Display'.
- De etalages van de winkel inspireerden een Facebookgroep: The Windows of My Soul. Op de veiling werd "Cruella", de kinderpop die de groep beroemd had gemaakt, geveild voor £966, wat een groot applaus opleverde.
- Het interieur van Jacksons werd gebruikt voor een aflevering van de televisieserie Endeavour, genaamd 'Sway', die voor het eerst werd uitgezonden in april 2014. De schooluniformenafdeling werd omgevormd tot een dameskledingafdeling. Bij de opnames werd ook gebruikgemaakt van het Lamson-geldtransportsysteem.